# Ардиссоне, Марио
Марио Ардиссоне (итал. Mario Ardissone, 9 октября 1900, Верчелли — 15 сентября 1975, Верчелли) — итальянский футболист, играл на позиции полузащитника.
Выступал за клуб «Про Верчелли», а также национальную сборную Италии.
Двукратный Чемпион Италии.

## Клубная карьера
Родился 9 октября 1900 года в городе Верчелли. Воспитанник футбольной школы клуба «Про Верчелли». Взрослую футбольную карьеру начал в 1919 году в основной команде клуба, цвета которого и защищал на протяжении всей своей карьеры, длившейся целых семнадцать лет. Большую часть времени, проведённого в составе «Про Верчелли», был основным игроком команды. За это время дважды завоевывал титул чемпиона Италии.
Умер 15 сентября 1975 года на 75-м году жизни в городе Верчелли.

## Выступления за сборную
В 1924 году дебютировал в официальных матчах в составе национальной сборной Италии. В течение карьеры в национальной команде, которая длилась 1 год, провёл в форме главной команды страны 2 матча.
В составе сборной был участником футбольного турнира на Олимпийских играх 1924 года в Париже.

## Достижения
- Чемпион Италии (2):

«Про Верчелли»: 1920/21, 1921/22